# Zwanenzang (studenten)
Een zwanenzang is een plechtige ceremonie die plaatsvindt tijdens een cantus van bepaalde studentenverenigingen of studentenclubs. In de aanloop van of vlak na het beëindigen van de studies aan universiteit of hogeschool nemen de ouderejaars op deze wijze plechtig en emotioneel afscheid van hun actief lidmaatschap binnen die specifieke vereniging. Het is het afscheid van de laatstejaars. 

## Procedure
Het is een typisch Vlaamse traditie. Traditioneel vindt het plaats op de laatste cantus van het academiejaar nadat alle procedures afgelopen zijn, zoals eventuele ontgroeningen van schachten en de verkiezing van de praeses en andere bestuursfuncties.
In de aanloop van de zwanenzang worden een paar traditionele liederen gezongen, die de sfeer moeten voorbereiden en aankondigen. Deze liederen zijn tekstueel aangepast aan de ceremonie.  Het zijn het Ergo bibamus, het Suid-Afrikaans Studentenlied, het Tsjechisch drinklied en de Oude Roldersklacht. Deze liederen mogen ook ter afwisseling van de verschillende zwanenzangen worden gezongen. De nieuw verkozen preses richt enkele passende woorden tot de commilitones om de zwanenzang te kaderen en geeft daarna aan alle laatstejaars de kans om de corona toe te spreken. Meestal wordt een terugblik op de afgelopen studentenjaren gegeven. Absolute stilte is verplicht en de cantuszaal wordt verduisterd. Enkel kaarslicht is toegelaten. 
Nadat elke ouderejaars de zwanenzang doorlopen heeft wordt het Ruiterslied door hen gezongen, op een plechtige en ingetogen wijze. Elk beschikt over een vol glas bier. Dit glas wordt tijdens het zingen van het lied uitgedronken in drie slokken. Op het einde van het lied wordt het glas stukgegooid op de grond. Daarmee is de zwanenzang beëindigd en kan de cantus worden afgesloten. De bodem van het stukgegooide glas wordt opgeraapt door een jongere student waarvan de afstuderende student meter of peter van is en aan deze laatste overhandigd als aandenken. 